# Mujortova Poliana
Mujortova Poliana (del ruso: Мухортова Поляна) o aul Shjafit (Шхафит) es un microdistrito perteneciente al distrito de Lázarevskoye de la unidad municipal de la ciudad-balneario de Sochi del krai de Krasnodar del sur de Rusia. 
Está situado en la zona noroeste del distrito, en la orilla derecha del río Ashé, cerca de su desembocadura. Su principal calle es la Adigueiskaya.

## Transporte
La localidad está conectada por el autobús nº159 con Ashé, donde se halla la línea Tuapsé-Sujumi y la carretera federal M27, Dzhubga-frontera abjasa.